# Lista de episódios de Gran Hotel
Gran Hotel é uma série de televisão espanhola de gênero dramático e suspense policial produzida pela Bambú Producciones, criada e dirigida por Ramón Campos, Gema R. Neira e Carlos Sedes para transmissão na Antena 3. É estrelado, entre outros, por Yon González e Amaia Salamanca, com as participações antagônicas de Adriana Ozores, Pedro Alonso e Marta Larralde, e rodado em diferentes partes da Cantábria, tendo o Palacio de la Magdalena de Santander como cenário principal da série.
A primeira temporada estreou em 4 de outubro de 2011, com 3,7 milhões de espectadores, em uma audiência de 20%, e foi finalizada em 6 de dezembro de 2011, contando com 9 episódios. A segunda temporada começou a ser filmada em janeiro de 2012 e estreou em 3 de outubro de 2012 e foi finalizada em 21 de novembro de 2012, contou com 8 episodios. A terceira temporada estreou em 22 de janeiro de 2013, e em 31 de maio de 2013, a rede Antena 3 anunciou que a série seria finalizada. Segundo o grupo de comunicação, Atresmedia Corporación junto com a produtora da série Bambú Producciones, "Gran Hotel completou seu ciclo no canal". A temporada foi finalizada em 25 de junho de 2013 com 22 episódios.
A série foi finalizada em 25 de junho de 2013 com 39 episódios ao longo de 3 temporadas.

## Resumo
- Em sua transmissão original, os episódios tinham uma duração de aproximadamente 70 minutos cada. Para a transmissão internacional, a Netflix reduziu todos os episódios para 45 minutos de duração e reeditou as temporadas, resultando em 14 episódios na 1ª temporada, 28 episódios na 2ª temporada (que inclui o primeiro terço da 3ª temporada original) e 24 episódios na 3ª temporada.

## Episódios

### Temporada 1 (2011)
| N.º na série | N.º na temp. | Título                       | Dirigido por           | Escrito por                                                      | Exibição original      | Audiência (milhões) |
| ------------ | ------------ | ---------------------------- | ---------------------- | ---------------------------------------------------------------- | ---------------------- | ------------------- |
| 1            | 1            | "La doncella en el estanque" | Carlos Sedes           | Ramón Campos e Gema R. Neira                                     | 4 de outubro de 2011   | 3.71                |
| 2            | 2            | "El anónimo"                 | Carlos Sedes           | Eligio R. Montero e María López Castaño                          | 11 de outubro de 2011  | 3.47                |
| 3            | 3            | "El cuchillo de oro"         | David Pinillos         | Ana Domínguez e Tina Olivares                                    | 18 de outubro de 2011  | 3.40                |
| 4            | 4            | "La casa abandonada"         | Silvia Quer            | Eligio R. Montero e María López Castaño                          | 25 de outubro de 2011  | 3.30                |
| 5            | 5            | "Luna de sangre"             | Carlos Sedes           | María López Castaño, Olatz Arroyo e Moisés Ramos                 | 1 de novembro de 2011  | 3.41                |
| 6            | 6            | "La joya desaparecida"       | Jorge Sánchez Cabezudo | María López Castaño, Olatz Arroyo, Ana Domínguez e Daniel Castro | 8 de novembro de 2011  | 3.28                |
| 7            | 7            | "La carta robada"            | Carlos Sedes           | Olatz Arroyo, Gema R. Neira e Eligio R. Montero                  | 22 de novembro de 2011 | 3.56                |
| 8            | 8            | "La sangre de la doncella"   | Jorge Sánchez Cabezudo | Olatz Arroyo, Gema R. Neira, Eligio R. Montero e Moisés Ramos    | 29 de novembro de 2011 | 2.96                |
| 9            | 9            | "La huella"                  | Silvia Quer            | Olatz Arroyo, Eligio R. Montero e Moisés Ramos                   | 6 de dezembro de 2011  | 3.44                |

### Temporada 2 (2012)
| N.º na série | N.º na temp. | Título                  | Dirigido por      | Escrito por                                                                          | Exibição original      | Audiência (milhões) |
| ------------ | ------------ | ----------------------- | ----------------- | ------------------------------------------------------------------------------------ | ---------------------- | ------------------- |
| 10           | 1            | "Luces y sombras"       | Silvia Quer       | Olatz Arroyo, Moisés Ramos e Eligio R. Montero                                       | 3 de outubro de 2012   | 2.82                |
| 11           | 2            | "Un llanto en la noche" | Silvia Quer       | María López Castaño, Ana Domínguez, Eligio R. Montero, Daniel Castaño e Moisés Ramos | 10 de outubro de 2012  | 3.09                |
| 12           | 3            | "El secreto"            | Max Lemcke        | Olatz Arroyo e Eligio R. Montero                                                     | 17 de outubro de 2012  | 2.82                |
| 13           | 4            | "Retorno al pasado"     | Max Lemcke        | Daniel Castro, Ana Domínguez, Moisés Ramos e Eligio R. Montero                       | 24 de outubro de 2012  | 2.66                |
| 14           | 5            | "Cecilia"               | Jorge Torregrossa | Moisés Ramos e Eligio R. Montero                                                     | 31 de outubro de 2012  | 2.29                |
| 15           | 6            | "El aniversario"        | Jorge Torregrossa | Daniel Castro, Ana Domínguez e Eligio R. Montero                                     | 7 de novembro de 2012  | 2.90                |
| 16           | 7            | "El bautizo"            | Silvia Quer       | Olatz Arroyo e Eligio R. Montero                                                     | 14 de novembro de 2012 | 2.90                |
| 17           | 8            | "El camarógrafo"        | Silvia Quer       | Moisés Ramos e Eligio R. Montero                                                     | 21 de novembro de 2012 | 2.94                |

### Temporada 3 (2013)
| N.º na série | N.º na temp. | Título                        | Dirigido por           | Escrito por                                                                    | Exibição original       | Audiência (milhões) |
| ------------ | ------------ | ----------------------------- | ---------------------- | ------------------------------------------------------------------------------ | ----------------------- | ------------------- |
| 18           | 1            | "Baile de máscaras"           | David Pinillos         | Olatz Arroyo e Eligio R. Montero                                               | 22 de janeiro de 2013   | 2.62                |
| 19           | 2            | "Propósito de enmienda"       | David Pinillos         | Daniel Castro, Moisés Ramos, María López Castaño e Eligio R. Montero           | 29 de janeiro de 2013   | 2.78                |
| 20           | 3            | "El secuestro"                | Manuel Gómez Pereira   | Olatz Arroyo e Eligio R. Montero                                               | 5 de fevereiro de 2013  | 2.61                |
| 21           | 4            | "Álbum de familia"            | Manuel Gómez Pereira   | Olatz Arroyo, Moisés Ramos e Eligio R. Montero                                 | 12 de fevereiro de 2013 | 2.74                |
| 22           | 5            | "El juego de las apariencias" | Carlos Sedes           | Moisés Ramos, Xabi Puerta e Eligio R. Montero                                  | 19 de fevereiro de 2013 | 2.74                |
| 23           | 6            | "Lazos de sangre"             | Carlos Sedes           | Olatz Arroyo, Moisés Ramos, Eligio R. Montero e Daniel Castro                  | 26 de fevereiro de 2013 | 2.51                |
| 24           | 7            | "El círculo del mediodía"     | Silvia Quer            | Moisés Ramos e Eligio R. Montero                                               | 5 de março de 2013      | 2.57                |
| 25           | 8            | "La última noche"             | Silvia Quer            | Ana Domínguez, Eligio R. Montero e Moisés Ramos                                | 12 de março de 2013     | 2.73                |
| 26           | 9            | "El primer día"               | Silvia Quer            | Eligio R. Montero e Moisés Ramos                                               | 19 de março de 2013     | 2.72                |
| 27           | 10           | "Valtejar"                    | Silvia Quer            | Eligio R. Montero, Moisés Ramos e Daniel Castro                                | 2 de abril de 2013      | 2.71                |
| 28           | 11           | "La venta"                    | Carlos Sedes           | Moisés Ramos, Rocío Santillana e Carlos del Pando                              | 9 de abril de 2013      | 2.60                |
| 29           | 12           | "El torreón"                  | Carlos Sedes           | Eligio R. Montero, Carlos del Pando, Mª José Rustarazo e Moisés Ramos          | 16 de abril de 2013     | 2.69                |
| 30           | 13           | "Nobleza obliga"              | David Pinillos         | Moisés Ramos                                                                   | 23 de abril de 2013     | 2.70                |
| 31           | 14           | "La subasta"                  | David Pinillos         | Moisés Ramos, Mª José Rustarazo e Carlos del Pando                             | 30 de abril de 2013     | 2.54                |
| 32           | 15           | "La variante del dragón"      | Silvia Quer            | Moisés Ramos, Jorge e Alberto Sánchez Cabezudo                                 | 7 de maio de 2013       | 2.60                |
| 33           | 16           | "El enemigo en casa"          | Silvia Quer            | Moisés Ramos, Jorge e Alberto Sánchez Cabezudo                                 | 14 de maio de 2013      | 2.50                |
| 34           | 17           | "El escarmiento"              | Carlos Sedes           | Mª José Rustarazo, Jorge e Alberto Sánchez Cabezudo                            | 21 de maio de 2013      | 2.51                |
| 35           | 18           | "La ejecución"                | Carlos Sedes           | Moisés Ramos, Carlos del Pando, Moisés Ramos, Jorge e Alberto Sánchez Cabezudo | 28 de maio de 2013      | 2.66                |
| 36           | 19           | "La salud de los difuntos"    | Jorge Sánchez Cabezudo | Moisés Ramos, Carlos del Pando, Moisés Ramos, Jorge e Alberto Sánchez Cabezudo | 4 de junho de 2013      | 2.51                |
| 37           | 20           | "Revancha"                    | Jorge Sánchez Cabezudo | Carlos del Pando, Mª José Rustarazo e Moisés Ramos                             | 11 de junho de 2013     | 2.56                |
| 38           | 21           | "El sacrificio"               | Silvia Quer            | Carlos del Pando, Mª José Rustarazo e Moisés Ramos                             | 18 de junho de 2013     | 2.70                |
| 39           | 22           | "Cólera"                      | Silvia Quer            | Carlos del Pando, Mª José Rustarazo e Moisés Ramos                             | 25 de junho de 2013     | 2.62                |

### Especial
| N.º | Título                          | Exibição original   | Audiência (milhões) |
| --- | ------------------------------- | ------------------- | ------------------- |
| 1   | "La última noche en Gran Hotel" | 25 de junho de 2013 | 0.90                |